# Bobby Kimball
Robert Troy »Bobby« Kimball, ameriški pevec, * 29. marec 1947, Orange, Teksas, Združene države Amerike.
Bobby Kimball je ameriški pevec, najbolj poznan kot originalni dolgoletni frontman rock skupine Toto.

## Zgodnje življenje
Kimball se je rodil v Orangeu, Teksas, odraščal pa je v bližnjem Vintonu, Louisiana. Že kot otrok je začel peti, igral pa je še klavir. V 70. letih je Kimball pel v številnih skupinah v okolici New Orleansa, vključno s skupino »The Levee Band«, ki se je kasneje preimenovala v LeRoux.
Leta 1974 je Kimball zapustil Louisiano in se preselil v Los Angeles, kjer se je priključil trem članom nekdanje skupine »Three Dog Night«, s katerimi je skupaj ustanovil zasedbo »S.S. Fools«. Skupina je izdala en album pri založbi CBS Records, čez eno leto in pol pa je prenehala z delovanjem. Šest mesecev kasneje sta David Paich in Jeff Porcaro povabila Kimballa, če bi se pridružil skupini, ki je kasneje postala Toto. Na avdiciji je Kimball pel skladbo »You Are the Flower«, ki je izšla na debitantskem albumu skupine. Kimball je sodeloval pri snemanju prvih štirih albumov skupine, leta 1984 pa je zapustil skupino med snemanjem albuma Isolation. Kimball je dejal, da je za snemanje vsej skupini pripravil sendviče, na kar je zelo ponosen.
O imenu skupine Toto kroži legenda, da naj bi se skupina tako poimenovala zaradi Kimballovega »pravega« imena »Robert Toteaux«. V resnici gre za šalo, ki jo je razširil originalni bas kitarist skupine David Hungate. Kitarist skupine Toto Steve Lukather je dejal, da je skupina izbrala takšno ime, ker je »preprosto, lahko za zapomnitev in preprosto identificirano v vsakem jeziku«.

## Po odhodu iz skupine
Po odpustitvi iz skupine, leta 1984, se je Kimball preseli v Nemčijo, kjer je začel solo kariero s producentom Frankom Farianom.
Kimball je prav tako nadaljeval s svojim delom kot studijski glasbenik. Prispeval je spremljevalne vokale skupaj z Michaelom McDonaldom iz skupine The Doobie Brothers in Billom Champlinom iz skupine Chicago. Kimball je bil skoraj naprošen, da bi se vrnil v skupino Toto med snemanjem skladb za kompilacijski album Past to Present 1977–1990, vendar je namesto njega nov pevec skupine postal Jean-Michel Byron, katerega je predlagala založba Sony. Byron je skupino kmalu zapustil, namesto njega pa je glavni pevec od leta 1991 do 1999 postal kitarist Steve Lukather. Konec 90. let je Kimball izdal album v živo Classic Toto Hits, ki vsebuje skladbe skupine Toto, ki jih je Kimball izvedel skupaj z zasedbo Frankfurt Rock Orchestra. Leta 1994 je Kimball izdal svoj debitantski solo album Rise Up s singlom »Woodstock«.

## Povratek v skupino
Leta 1998 se je Kimball ponovno pridružil skupini Toto. Skupina je takrat posnela studio Mindfields. Nato je skupina odšla na promocijsko turnejo, ki je trajala od leta 1999 do 2000. Konec leta 1999 je skupina izdala album v živo Livefields. Leta 1999 je Kimball izdal svoj drugi solo album All I Ever Needed s singlom »Kristine«. Leta 2002 je skupina izdala album priredb Through the Looking Glass. Februarja 2006 je skupina izdala Falling in Between, ki je bil prvi album skupine z novim materialom po letu 1999. Junija 2008 je v javnost prišla vest, da so se člani skupine razšli. Kimball ima trenutno spletno stran, preko katere ponuja vokalne nasvete vokalistom.

## Zadnji projekti
Kimball je koncertiral po svetu s številnimi skupinami. Januarja 2010 je nastopil na 14 koncertih v Nemčiji na turneji »Rock Meets Classic« skupaj z orkestrom »Bohemian Symphony Orchestra Prague« in dirigentom Philippom Maierjem. Skupaj s Kimballom sta na turneji pela tudi originalni pevec skupine Foreigner, Lou Gramm in Dan McCafferty iz skupine Nazareth.
16. maja 2010 je bil Kimball sprejet v dvorano slavnih v Louisiani.
Kimball je leta 2010 posnel album Elements s skupino Yoso skupaj z nekdanjim pevcem zasedbe Yes, Tonyjem Kayeandom in Billyjem Sherwoodom. Leta 2011 je Kimball skupaj z Jimijem Jamisonom posnel album Kimball/Jamison.
Julija 2011 je Kimball koncertiral po Irskem skupaj z irsko skupino »Shadowplay«. Skupina je koncertirala v Dublinu, Galwayju, Limericku in Sligu, vključno z glavnim koncertom na festivalu »The Buncrana Music Festival«.
Novembra 2012 je Kimball šel na turnejo po Južni Ameriki. Koncertiral je v Argentini, Urugvaju, Čilu in Peruju.
Marca 2013 je Kimball kot posebni gost skupaj na koncertu »Raiding the Rock Vault classic rock tribute show« v Las Vegasu, Nevada.
Maja 2014 je Kimball v Genovi na podelitvi nagrad  FIM - Fiera Internazionale della Musica, prejel nagrado »Legend of Rock - Best Voice«.
Februarja 2015 je Kimball predstavljal ZDA na mednarodnem festivalu LVI v Viñi del Mar, v Čilu, s skladbo »Living Your Life for Happiness«.

## Diskografija
Solo
- Rise Up (1996)
- All I Ever Needed (2000)

Toto
- Toto (1978)
- Hydra (1979)
- Turn Back (1981)
- Toto IV (1982)
- Past to Present 1977–1990 (1990)
- Best Ballads (1995)
- Toto XX: 1977-1997 (1998)
- Mindfields (1999)
- Livefields (1999)
- Super Hits (2001)
- The Very Best of Toto (2002)
- Through the Looking Glass (2002)
- The Essential Toto (2003)
- 25th Anniversary - Live in Amsterdam (2003)
- Falling in Between (2006)
- Falling in Between Live (2007)
- The Collection (2008)